# Australian Championships 1965
Die 53. Australian Championships 1965 waren ein Tennis-Rasenplatzturnier der Klasse Grand Slam, das von der ILTF veranstaltet wurde. Es fand vom 22. Januar bis 1. Februar 1965 in Melbourne, Australien statt.
Titelverteidiger im Einzel waren Roy Emerson bei den Herren sowie Margaret Smith bei den Damen. Im Herrendoppel waren Bob Hewitt und Fred Stolle, im Damendoppel Judy Tegart / Lesley Turner die Titelverteidiger. Im Mixed waren Ken Fletcher und Margaret Smith die Titelverteidiger.

## Herreneinzel
| Nr. | Spieler        | Erreichte Runde |
| --- | -------------- | --------------- |
| 01. | Roy Emerson    | Sieg            |
| 02. | Fred Stolle    | Finale          |
| 03. | John Newcombe  | Halbfinale      |
| 04. | Tony Roche     | Halbfinale      |
| 05. | Pierre Darmon  | Viertelfinale   |
| 06. | Pierre Barthes | Achtelfinale    |
| 07. | Lew Gerrard    | Achtelfinale    |
| 08. | Tom Okker      | 2. Runde        |

| Nr. | Spieler              | Erreichte Runde |
| --- | -------------------- | --------------- |
| 09. | Owen Davidson        | Viertelfinale   |
| 10. | Bill Bowrey          | Viertelfinale   |
| 11. | Barry Phillips-Moore | Achtelfinale    |
| 12. | Warren Jacques       | 1. Runde        |
| 13. | Graham Stilwell      | 2. Runde        |
| 14. | Osamu Ishiguro       | Achtelfinale    |
| 15. | François Jauffret    | Achtelfinale    |
| 16. | Jan Hajer            | 1. Runde        |

## Dameneinzel
| Nr. | Spielerin           | Erreichte Runde |
| --- | ------------------- | --------------- |
| 01. | Margaret Smith      | Sieg            |
| 02. | Maria Bueno         | Finale          |
| 03. | Lesley Turner       | Achtelfinale    |
| 04. | Billie Jean Moffitt | Halbfinale      |
| 05. | Judy Tegart         | Viertelfinale   |
| 06. | Carole Graebner     | Viertelfinale   |
| 07. | Robyn Ebbern        | Viertelfinale   |
| 08. | Ann Jones           | 2. Runde        |

| Nr. | Spielerin        | Erreichte Runde |
| --- | ---------------- | --------------- |
| 09. | Madonna Schacht  | 2. Runde        |
| 10. | Gail Sherriff    | 2. Runde        |
| 11. | Jill Blackman    | Achtelfinale    |
| 12. | Helen Gourlay    | Achtelfinale    |
| 13. | Norma Baylon     | Achtelfinale    |
| 14. | Deidre Keller    | 2. Runde        |
| 15. | Annette van Zyl  | Halbfinale      |
| 16. | Christine Truman | Achtelfinale    |

## Damendoppel
| Nr. | Paarung                          | Erreichte Runde |
| --- | -------------------------------- | --------------- |
| 01. | Margaret Smith Lesley Turner     | Sieg            |
| 02. | Norma Baylon Maria Bueno         | Halbfinale      |
| 03. | Robyn Ebbern Billie Jean Moffitt | Finale          |
| 04. | Deidre Keller Christine Truman   | Achtelfinale    |

| Nr. | Paarung                          | Erreichte Runde |
| --- | -------------------------------- | --------------- |
| 05. | Ann Jones Judy Tegart            | Viertelfinale   |
| 06. | Rosie Darmon Carole Graebner     | Halbfinale      |
| 07. | Françoise Dürr Jeannine Lieffrig | Viertelfinale   |
| 08. | Madonna Schacht Annette van Zyl  | Viertelfinale   |